# 关登明
关登明，中华人民共和国政治人物、外交官。
1995年，接替黄桂芳担任中华人民共和国驻菲律宾大使。1999年，由傅莹接任。